# ترناوا (ناحیه زلین)
ترناوا (به چکی: Trnava) یک منطقهٔ مسکونی در جمهوری چک است که در ناحیه زلین واقع شده‌است. ترناوا ۱۸٫۸۵ کیلومتر مربع مساحت و ۱٬۱۳۷ نفر جمعیت دارد و ۳۴۱ متر بالاتر از سطح دریا واقع شده‌است.